# The Association For International Sport for All
Die The Association For International Sport for All e.V. (TAFISA; bis 2008: Trim And Fitness International Sport for All Association) ist ein Verband für Breitensport. Sie hat 152 Mitgliedsorganisationen in über 100 Ländern. Ziel von TAFISA ist es, mehr Menschen zum Betreiben von Breitensport zu bewegen. 
Die Organisation wurde im September 1991 in Bordeaux gegründet. Sitz des Verbandes und der Geschäftsstelle ist seit 2005 Frankfurt am Main. 

## Organisation

### Vorstand
TAFISA wird durch einen zwölfköpfigen Vorstand geleitet. Der Vorstand wird durch die Generalversammlung für einen Zeitraum von vier Jahren gewählt. Die letzte Wahl war 2005. Die Mitglieder des Vorstands sind der Präsident, mindestens drei Vizepräsidenten, ein Schatzmeister, ein Generalsekretär und bis zu sechs weitere Mitglieder. Zwei Vorstandsmitglieder müssen weiblich sein und jeder Kontinent muss im Vorstand vertreten sein. Ein Repräsentant des Gastgeberlandes für den nächsten TAFISA-Weltkongress ist als zusätzliches Vorstandsmitglied für zwei Jahre zugelassen. Zusätzlich hat der Vorstand das Privileg sowohl weitere Beauftragte für besondere Aufgaben, als auch Berater ohne Wahlrecht zu ernennen.
2005 löste der Koreaner Shang-Hi Rhee den Gründungspräsidenten Jürgen Palm ab, der bei seinem Abschied zum Ehrenpräsidenten ernannt wurde. Generalsekretär ist Wolfgang Baumann.

### Mitglieder
Mitglieder sind nationale Sportorganisationen, Nationale Olympische Komitees, Ministerien, nationale Breitensportorganisationen und Sporträte. TAFISA hat über 150 Mitgliederorganisationen aus über 100 Ländern aller Kontinente. 34 der Länder sind aus Europa, 24 aus Asien, 21 aus Afrika, 17 aus Amerika und 5 aus Ozeanien.

### Partnerschaften
Der Verband unterhält unter anderem Partnerschaften mit dem Internationalen Olympischen Komitee (IOC), der UNESCO und der WHO (World Health Organization).